# Narciso Serradell
Narciso Serradell Sevilla (Alvarado, Veracruz, 1843 - Ciudad de México, 1910), fue un médico y compositor mexicano, autor de la canción tradicional La golondrina.
Después de iniciar estudios de seminario sacerdotal, los abandonó y continuó estudios de Medicina y Música. 
Durante la Segunda Intervención Francesa en México, se enlistó en el Ejército de Oriente, siendo capturado y exiliado a Francia. 
Durante su exilio en Francia, se dedicó a la enseñanza de música y español. Compuso entonces su obra más conocida, La golondrina, en 1862, que se transformó en la canción emblemática de los exiliados mexicanos en ese país. El texto se atribuye al escritor español, emigrado a México, Niceto de Zamacois.
Regresó a México en 1896 donde ejerció su profesión de médico, al tiempo que seguía componiendo música y dirigía bandas militares.
Falleció en Ciudad de México a la edad de 67 años.
La golondrina sigue siendo una canción muy popular y ha sido interpretada por renombrados artistas como Plácido Domingo, Nat King Cole y Elvis Presley, este último bajo el título She wears my ring y en diversas películas por ejemplo Invasión de Paul Verhoeven.